# Hattrick Gordieho Howa
Hattrick Gordieho Howa je hokejový pojem pro hattrick, který hráč zaznamená, jestliže si v jednom zápase připíše gól, asistenci a bitku. Pojmenován je po hokejové legendě, kanadském hráči Gordiem Howeovi, který byl znám pro své hokejové i bitkařské umění. 
Není to však oficiální statistika a navíc je velmi nová. Hokejový magazín The Hockey News ji vyhlašuje teprve od roku 1996. San Jose Sharks, Calgary Flames, Nashville Predators, Edmonton Oilers, Ottawa Senators, Pittsburgh Penguins a Montreal Canadiens jsou jediné týmy zapisující tuto statistiku pro svůj tým. 
První známý hattrick byl zaznamenán v roce 1917 Harrym Cameronem z Toronto Arenas. Cameron je členem Hokejové síně slávy. Gordie Howe, přestože je po něm hattrick pojmenován, ho dosáhl pouze dvakrát v kariéře. 
Za vůdce této statistiky je považován Brendan Shanahan, který ho dovršil 17krát. 